# 불명확한 가상적인 숫자
불명확한 가상적인 숫자(영어: indefinite and fictitious numbers)는 많은 언어에서 이를 표현하는 단어들이 존재한다. 이는 크기가 불명확하고, 코믹 효과, 과장, 견본용 이름으로 사용되거나 정밀도가 불필요하거나 바람직하지 않은 경우에 사용되는 부정확한 용어이다. 이러한 단어에 대한 기술 용어 중 하나는 "숫자가 아닌 모호한 수량자"이다. 많은 양을 나타내기 위해 고안된 이러한 단어는 "무한 쌍곡선 숫자"라고 불릴 수 있다.

## 같이 보기
- 큰 수
- 큰 수의 이름
- 1000 퍼센트
- 무한